# 平岡芳江
平岡 芳江（ひらおか よしえ、 1922年2月20日 - 2007年3月11日）は、IA Prep School 平岡（旧称：平岡塾）の創立者・前塾長。
大阪の造り酒屋の家に生まれ、後に芦屋に移住。神戸女学院出身。都内の中高一貫校に通っていた自分の子供に自宅で英語を教え始めたが、その内容が友人たちの間で評判になり、1965年4月、実弟の金谷晴夫（東京大学元教授）を顧問に迎え、東京大学を受験する生徒専用の英語塾として、東京都世田谷区に平岡塾を創設。1976年、平岡塾を東京都渋谷区に移す。
1995年3月、所得税法違反の容疑により東京国税局から告発を受ける。1991年1月から1993年12月までの間に約6億4200万円の所得を隠し、約3億1400万円を脱税した疑い。同容疑により、1996年3月11日、東京地検特捜部に逮捕される。このとき検事には「国に税金として払ってもろくな使い方しないんだから払わなかった」と発言した。
主な著書に『平岡塾長の親指南―私が大学合格の秘訣をお教えしましょう』（ごま書房、1993年）がある。